# Wadi Araba
Wadi Araba (també Arabah (hebreu: הָעֲרָבָה, HāʻĂrāḇā; àrab وادي عربة, Wādī ʻAraba) és una vall que perllonga al sud la falla del riu Jordà i de la qual fa part la mar Morta. Va des de la mar Morta al golf d'Akaba o d'Eilat i constitueix la frontera entre Jordània i Israel. La seva longitud és de 166 km (fins a la costa sud de la mar Morta). L'amplada mitjana és entre 5 i 8 km.
És una terra molt àrida, que té una altura màxima de 230 metres però a la part propera a la mar Morta baixa 417 metres per sota el nivell de la mar, i és el punt més baix de la terra. Hi ha molt poques poblacions al costat israelià i no n'hi cap al costat jordà. L'assentament més antic és el kibbutz Yotvata, fundat el 1957. Yotvata fou una ciutat del Wadi Araba esmentada a la Bíblia.
A l'Antic Testament el Wadi Araba designava a la vall del Jordà. La regió pròpia del Wadi Araba estava més poblada que modernament perquè hi havia mines de coure i hematites; el rei Salomó va explotar algunes mines en aquesta zona. Fou habitat pels edomites i a l'est hi havia els nabateus. En aquesta zona, al costat israelita hi ha el Parc de la Vall de Timna amb gravats prehistòrics a la roca al costat de les antigues explotacions mineres (coure); una forma natural és coneguda com a Pilars del rei Salomó. Al costat jordà hi ha el Wadi Rum on es va filmar part de la pel·lícula "Lawrence d'Aràbia".
L'itinerari de l'Èxode passava pel Wadi Araba. La zona fou poblada vers el 1900 aC
Aquí es va signar el tractat de pau entre Israel i Jordània el 26 d'octubre de 1994.

## Poblacions israelianes (de nord a sud)
| - Ein Tamar - Neot HaKikar - Ir Ovot - Idan - Ein Hatzeva - Ein Yahav - Sapir - Tzofar | - Tzukim - Paran - Yahel - Neot Smadar - Neve Harif - Lotan - Ketura - Grofit | - Yotvata - Samar - Elifaz - Be'er Ora - Eilot - Eilat |